# Турин — Порта-Суза
Станция Турин — Порта-Суза (итал. Torino Porta Susa) — второй по значению, после вокзала Турин — Порта-Нуова, железнодорожный вокзал Турина. Подземная станция, вводилась в строй очередями, с 2008 по 2013 годы. Заменила расположенную в 100 метрах к северу одноименную наземную станцию, закрытую в 2009 году.

## Расположение
Станция расположена на западной границе исторического центра Турина. Размещается в выемке, находящейся между корсо Ингилтерра и корсо Больцано, между находящейся к северу от нее площадью XVIII Дичембре (площадью 18 Декабря) и корсо Витторио Эммануэле II, находящимся южнее.
Расположена ниже уровня поверхности, накрыта полуцилиндрическим стеклянным куполом. Четыре выхода со станции ведут как в сторону площади XVIII Дичембре, так и в направлении корсо Витторио Эммануэле II, в обоих направлениях можно выйти и на корсо Ингилтерра, и на корсо Больцано, идущие по разные стороны проходящей под землей железной дороги.

## Название
Название станции и вокзала „Porta Susa“ («Ворота Сузы» в переводе на русский язык) происходит от городских ворот, возведенных еще в древнеримской городской стене, окружавшей   в 28 году до н.э. военный лагерь Castra Taurinorum, позже ставший городом Colonia Augusta Taurinorum — предшественником современного Турина. Латинское название ворот — Porta Segusina, поскольку дорога, выходившая из них, шла на запад в город Segusia. Ныне это город Суза — отсюда и итальянское название ворот. Древнеримские стены, вместе с воротами, окончательно были снесены к 1855 году. Названия бывших ворот сохранились как городские топонимы (в числе других примеров — Порта-Нуова).

## История

### Старая станция
Станция Турин — Порта-Суза была открыта 20 октября 1856, в рамках строительства железной дороги Милан — Турин. Здание вокзала, существующее и поныне, было построено в 1868 году по проекту архитектора Карло Промиса в стиле эклектики. Здание располагалось на площади XVIII Дичембре, в створе виа Черная.
Станция изначально была проходной, с 6 путями, а также рядом тупиков, которые использовались для отстоя и обслуживания пассажирских поездов, а также в качестве грузового двора.
На станции останавливались все поезда, следующие с юга на север Италии, а также далее во Францию, в том числе высокоскоростной поезд TGV Париж - Милан.

### Реконструкция
Железная дорога, проходящая через весь Турин с севера на юг, от станции Турин — Стура до станции Турин — Линготто, через Турин — Порта-Суза, причем в районе станции Порта-Суза  практически через центр Иурина, сильно мешало развитию города и препятствовала связи его частей, в частности, узким местом было пересечение корсо Витторио Эммануэле II и железной дороги. Еще в начале 1980-х годов возник проект строительства так называемого Passante ferroviario di Torino — подземного железнодорожного коридора, соединяющего станции Турин — Стура и Турин — Линготто. Причем на месте старой станции Турин — Порта-Суза должна была повиться новая подземная станция, с тем же количеством путей, способная принимать высокоскоростные поезда.
Проект новой станции был разработан франко-итальянской компанией AREP, которая выиграла конкурс на проектирование станции, организованный компанией Rete Ferroviaria Italiana, являющейся оператором национальных железных дорог Италии и, в частности, станции Турин — Порта-Суза. Авторами проекта являются архитекторы Жан-Мари Дютилёль, Этьен Трико, Сильвио д'Ашиа и Агостиньо Маньаги. Станция должна была располагаться южнее существовавшей одноименной наземной станции, в выемке, находящейся между корсо Ингилтерра и корсо Больцано.
Строительство подземного железнодорожного коридора началось в конце 1980-х гг., а первая очередь станции Турин — Порта-Суза была открыта 14 декабря 2008 года: задействованы были пути 5 и 6, с которых осуществлялось движение по маршрутам Кьери — Ривароло и Кивассо — Пинероло (Линия 1 и Линия 2, соответственно, компании Servizio ferroviario metropolitano di Torino — железнодорожного оператора, осуществляющего перевозки в Туринской региональной агломерации). Тогда же новая станция получила временное название «Турин — Порта-Суза - подземная», чтобы отличать ее от старой, наземной станции, откуда продолжали осуществляться дальние перевозки.
18 октября 2009 года была введена вторая очередь новой подземной станции: заработали пути 3 и 4, которые стали принимать дальние поезда. Старая наземная станция была закрыта, а новая станция проучила название «Турин — Порта-Суза», с нее стали отправляться дальние поезда, следующие из/в или через Турин.
Тем не менее, вокзал старой станции продолжал работать, поскольку станция метро Порта-Суза не была введена в эксплуатацию, и пассажирам приходилось осуществлять достаточно долгий путь от новой станции вдоль путей старой до станции метро Площадь XVIII Дичембре. Станция метро Порта-Суза была открыта только 9 сентября 2011 года, а вокзал старой станции окончательно перестал обслуживать железнодорожных пассажиров в конце 2012 года, когда все пассажирские услуги стали осуществляться на новой станции.
Первоначально ожидалось, что строительство новой станции будет завершено к первой половине 2012 года, однако работы затянулись. Лишь в начале декабря 2012 года основной блок помещений станции был открыт для пассажиров: сюда были перенесены билетные кассы из старого здания, а также открылись залы ожидания. Станция Турин — Порта-Суза официально была открыта 14 января 2013 года, в присутствии премьер-министра Марио Монти, генерального директора компании Trenitalia Мауро Моретти, губернатора региона Пьемонт Роберто Кота, мэра Турина Пьеро Фассино и несколько министров Итальянской Республики.
15 декабря 2013 года были запущены в эксплуатацию пути 1 и 2.
20 декабря 2016 года под станцией была открыта подземная многоэтажная автостоянка станции.
Общая стоимость строительства станции оценивается в 79 миллионов евро. Эти расходы полностью покрыла RFI.

## Вокзал и станция
Все шесть путей находятся под землей. Обычно они используются следующим образом:
- Путь 1: Используется для поездов Servizio ferroviario regionale del Piemonte и поездов InterCity, (направление Турин — Порта-Нуова);
- Путь 2: Используется для поездов Servizio ferroviario regionale del Piemonte — оператора пригородных поездов региона Пьемонт, а также поездов InterCity (направление Милан);
- Путь 3: Используется для высокоскоростных поездов: Frecciarossa иFrecciabianca компании Trenitalia, TGV, а также Italo компании Nuovo Trasporto Viaggiatori, в направлении Турин — Порта-Нуова и во Францию;
- Путь 4: Используется этих же высокоскоростных поездов в направлении  Милан и Рим;
- Путь 5: Используется для поездов Servizio ferroviario metropolitano di Torino (в направлении Пинероло / Кьери / Асти / Фоссано / Альба);
- Путь 6: Используется для поездов Servizio ferroviario metropolitano di Torino (в направлении Кивассо / Турин — Стура /Ривароло),

Вокзал расположен к югу от вокзала старой станции, в выемке, между виа Дюкесса Джоланда и корсо Маттеотти, и имеет несколько подземных этажей. Он накрыт стеклянным полуцилиндрическим куполом длиной 385 метров и высотой от 13 до 19 метров. На крыше установлены солнечные батареи, вырабатывающие до 80 процентов электроэнергии, потребной для обслуживания вокзала.

## Обслуживаемые направления и маршруты
В настоящее время через станцию Турин — Порта-Суза следуют поезда четырех компаний - железнодорожных операторов: это Trenitalia — основной железнодорожный оператор Италии; это TGV — французский оператор высокоскоростных железнодорожных перевозок, это Nuovo Trasporto Viaggiatori — частная компания, осуществляющая высокоскоростные (до 300 км/ч) перевозки по ряду маршрутов, и это Servizio ferroviario metropolitano di Torino — компания, осуществляющая перевозки в Туринской региональной агломерации.
Trenitalia обслуживает следующие типы поездов и маршруты, проходящие через станцию Турин — Порта-Суза:
- Высокоскоростной поезд ‘‘Frecciarossa’’ — Турин - Милан - Болонья - Флоренция - Рим
- Высокоскоростной поезд ‘‘Frecciarossa’’ — Турин - Милан - Болонья - Реджо-Эмилия - Флоренция - Рим - Неаполь - Салерно
- Высокоскоростной поезд ‘‘Frecciabianca’’ — Турин - Милан - Брешиа - Верона - Виченца - Падуя - Венеция - Триест
- Высокоскоростной поезд ‘‘Frecciabianca’’ — Турин - Парма - Болонья - Анкона - Пескара - Фоджа - Бари - Бриндизи - Лечче
- Высокоскоростной поезд ‘‘Frecciabianca’’ — Турин - Аллесандрия - Генуя - Специя - Пиза - Ливорно - Рим
- Поезд ‘‘InterCity’’ — Турин - Асти - Алессандрия - Генуя - Специя - Пиза - Ливорно - Рим - Неаполь - Салерно
- Поезд ‘‘InterCity’’ — Турин - Асти - Алессандрия - Болонья - Римини - Анкона - Пескара - Фоджа - Бари - Бриндизи - Лечче
- Ночной поезд ‘‘InterCity Notte’’ — Турин - Алессандрия - Болгона - Анкона - Пескара - Фоджа - Бари - Бриндизи - Лечче
- Ночной поезд ‘‘InterCity Notte’’ — Турин - Генуя - Специя - Пиза - Ливорно - Рим - Неаполь - Салерно
- Ночной поезд ‘‘InterCity Notte’’ — Турин - Милан - Парма - Рим - Неаполь - Салерно
- Ночной поезд ‘‘InterCity Notte’’ — Турин - Милан - Парма - Реджо-Эмилия - Флоренция - Рим - Салерно - Ламеция Терме - Реджо-ди-Калабрия
- Региональный экспресс ‘‘Regionale Veloce — Турин - Верчелли - Новара - Милан
- Региональный поезд ‘‘Treno regionale — Турин - Асти - Алессандрия - Ронко - Генуя

TGV обслуживает следующие типы поездов и маршруты, проходящие через станцию Турин — Порта-Суза:
- Высокоскоростной поезд ‘‘TGV’’ — Париж — Шамбери — Турин - Милан

Nuovo Trasporto Viaggiatori обслуживает следующие типы поездов и маршруты, проходящие через станцию Турин — Порта-Суза:
- Высокоскоростной поезд ‘‘Italo’’ — Турин - Милан - Болонья - Реджо-Эмилия - Флоренция - Рим - Неаполь - Салерно

Servizio ferroviario metropolitano di Torino обслуживает следующие типы поездов и маршруты, проходящие через станцию Турин — Порта-Суза:
- Линия 1 SFM — Ривароло - Турин - Кьери
- Линия 2 SFM — Пинероло - Турин - Кивассо
- Линия 4 SFM — Турин - Бра
- Линия 6 SFM — Турин - Асти
- Линия 7 SFM — Фоссано - Турин